# Компютърна клавиатура
Компютърната клавиатура е периферно устройство, създадено по подобие на пишещата машина за въвеждане на текст и отделни символи и за контролиране на компютърни операции.
Физически, компютърната клавиатура е сбор от близо разположени квадратни бутони, наречени клавиши. Обикновено на всеки клавиш е отпечатан знакът, който се въвежда, като в повечето случаи всяко натискане на клавиш въвежда отпечатания върху него символ. Съществуват и специални символи, които, за да бъдат въведени, изискват натискане на няколко клавиша едновременно или последователно; други клавиши не въвеждат символ, а служат за извършване на команди, наречени клавишни комбинации.

## Клавиатурна подредба
Съществуват много различни подредби на символите на клавишите. Тези различни подредби се появяват, защото различните потребители имат нужда от по-лесен достъп до отделни символи; обикновено, защото пишат на различни езици, но съществуват и клавиатурни подредби за лесно въвеждане на математически формули, за програмиране и т.н.
Броят на клавишите варира от стандартните 101 – 107 клавиша до клавиатури с над 130 клавиша с много програмируеми клавиши. Съществуват и компактни клавиатури с по-малко от 90 клавиша. Обикновено те се използват при лаптопите или при настолните компютри, когато мястото е ограничено.

### Стандартна клавиатурна подредба
Най-често използваната клавиатурна подредба е базирана на подредбата QWERTY (включително и производните варианти като френската подредба AZERTY). Дори в страни, в които се използват различни азбуки или писмени системи, физическото разположение на клавишите често е подобно.
Повечето съвременни клавиатури (включително тези за PC и Apple Mac) използват гореописаната подредба, но включват няколко допълнителни клавиша, които обикновено не присъстват при печатните машини, например функционални клавиши, цифрова клавиатура и т.н. През последните години в употреба навлизат т.нар. „интернет клавиатури“. Те включват допълнителни клавиши за различни приложения (напр. браузър, клиент за електронна поща и др.).
Двете основни клавиатурни подредби на български са тези по българския държавен стандарт БДС 7587 и фонетичната клавиатурна подредба (или фонетичната клавиатура). БДС няма нищо общо със стандартната латинска клавиатурна подредба (буквите са подредени според честотата на употребата им в българския език), докато кирилските клавиши на фонетичната клавиатурна подредба отговарят на техните латински еквиваленти. Например под БДС буквата „О“ отговаря на буквата „F“ на латинската клавиатура, докато под фонетичната клавиатура съответната буква е „Ф“. Клавишите на повечето клавиатури, продавани в България, съдържат както подредбата QWERTY за латинските букви и съответните знаци, така и клавиатурата по БДС 7578. Някои знаци от QWERTY липсват при набора от знаци на БДС 7578, като например популяризираният от e-mail адресите „@“ (at, наричан още „кльомба“ или „маймунско а“), знакът за долар „$“ и знакът „^“. Обратното се отнася например за знака „№“ („номер“) и „§“ („параграф“).
В по-новите версии на Windows има включена поне една от тези две български клавиатури. Многобройни безплатни продукти позволяват да се добави която и да е от българските клавиатури към Windows от страници като Даунлоуд.бг Архив на оригинала от 2006-01-03 в Wayback Machine.. Деятел в областта на кирилизацията на клавиатурата е покойният програмист инж. Генади Атанасов (ИнжИнера) от гр. Ботевград.

## Употреба
Най-често клавиатурата се използва за въвеждане на информация или текст в текстов редактор, текстови полета и др.

### Команди
Клавиатурата се използва и за подаване на команди към компютъра. Един от най-известните примери при персоналните компютри е комбинацията Ctrl+Alt+Del, предложена от Дейвид Брадли (David Bradley) от IBM през 1980 г. При по-новите версии на Windows, тази команда извежда на монитора меню с възможности за администриране на стартираните приложения. Под MS-DOS и старите версии на Windows, комбинацията от клавиши Ctrl+Alt+Del рестартира компютъра. В ГНУ/Линукс по-подразбиране клавишната комбинация рестартира компютъра, но чрез редакция на конфигурационен файл действието ѝ може да бъде променено.

### Игри
Компютърната клавиатура е един от основните начини за управление на компютърните игри. Например клавишите със стрелки или група от букви, които наподобяват по разположение клавишите със стрелки, например WASD, могат да бъдат използвани за движение на управлявания в играта герой. В много игри клавишите за управление могат да бъдат преконфигурирани според изискванията на играча.

## Устройство
Съвременната клавиатура включва и контролен процесор и индикаторни светлини, които информират потребителя (и централния процесор) за състоянието на клавиатурата. Технологията Plug and play означава, че при свързване с компютъра клавиатурата е незабавно готова за използване без нужда от допълнително конфигуриране, освен ако потребителят не пожелае. Контролерът на клавиатурата осъществява операциите по следене на сигналите, формирането на съответни кодове и предаването им по протокол PS/2 или USB, а също така и за индикацията на режимите на въвеждане. Клавиатурите, включвани през порт PS/2, генерират прекъсване при натискане, задържане и отпускане та клавиша. Клавиатурите, включвани през порт USB, предават състоянието на клавишите чрез циклични запитвания от страна на контролера.
В повечето клавиатури контактите на клавишите са обединени в електронна матрична схема и се прочитат със специализирана интегрална схема – контролер. Той подава последователно потенциал на редиците клавиши и по промените в сигнала разпознава кой клавиш е натиснат. По-скъпите клавиатури имат полупроводников диод на всеки клавиш.

## Видове клавиатури според технологията
Компютърните клавиатури включват няколко елемента, като сред по-важните от тях е използваната технология за превключване. Компютърните буквено-цифрови клавиатури обикновено имат 80 до 110 превключвателя, обикновено по един за всеки клавиш. В зависимост от технологията на превключване има различна реакция на клавиша (положителна обратна връзка при натискане на клавиш) и предварителен ход (разстоянието, необходимо за надеждно сработване). Виртуалните клавиатури се изобразяват на сензорни екрани. При тях няма физически превключватели, вместо това се реализира аудио и хаптична обратна връзка. Някои по-нови модели клавиатури използват хибриди от различни технологии, за да постигнат по-големи икономии или по-добра ергономия.

### С механично превключване
Всеки клавиш на клавиатурата с механичен превключвател съдържа отдолу пълен превключвател, състоящ се от корпус, пружина и основа, а понякога и други части, като отделно тактилно листо или лента за щракване. Превключвателите се предлагат в три варианта: „линейни“ с постоянно съпротивление, „тактилни“ с безшумен удар и „щракащи“ – с удар и звуково щракване. В зависимост от съпротивлението на пружината, клавишът изисква различен натиск, за да се задейства. Формата на основата, както и дизайнът на корпуса, варират според хода на движение на превключвателя и разстоянието за задействане. Звукът зависи от материала, корпуса, смазването и дори капачките на клавишите. Механичните клавиатури позволяват премахване и подмяна на клавишните капачки.
Механичните клавиатури обикновено имат по-дълъг живот от мембранните или куполните клавиатури. Превключвателите Cherry MX например имат очакван живот от 50 милиона щраквания, докато ключовете от Razer имат номинален живот от 60 милиона щраквания.
Основен производител на механични превключватели е Cherry, който произвежда фамилията превключватели MX от 80-те години на миналия век. Системата за цветово кодиране на Cherry за категоризиране на клавиши е имитирана и от други производители.

### С пружиниране
Много машинописки предпочитат пружиниращи клавиши. При натискане на клавиш при тях се получава тактилна и слухова реакция поради наличието на пружиннен механизъм (изтекъл патент на САЩ 4118611) в горната част на превключвателя. Този механизъм управлява малък чук, който удря капацитивен или мембранен превключвател.
През 1993 г., две години след създаването на Lexmark, IBM прехвърля производството на клавиатури на дъщерната си компания. Новите клавиатури Model M продължават да се произвеждат от Lexmark до 1996 г., когато е създадена Unicomp, която закупува патентите на клавиатурата и инструменталното оборудване, за да продължи производството.
IBM продължи да произвежда Model M в своята фабрика в Шотландия до 1999 г.

### Мембранна
Има 2 вида мембранни клавиатури: с плосък панел и с пълен ход:
Плоските мембранни клавиатури най-често се срещат на уреди като микровълнови фурни или копирни машини. Общият дизайн се състои от три слоя. Най-горният слой има етикети, отпечатани отпред и проводящи ивици, отпечатани на гърба. Под него има дистанционен слой, с който предният и задният слой са отделени един от друг, така че те нормално да не правят електрически контакт. Проводящите ивици на задния слой са отпечатани перпендикулярно на тези на предния слой. Когато се разглеждат заедно, ивиците образуват решетка. Когато потребителят натисне надолу в определена позиция, неговият пръст избутва предния слой надолу през дистанционния слой и затваря веригата в една от пресечните точки на решетката. Това дава сигнал на компютъра или на клавиатурния процесор, че е бил натиснат определен бутон.
За разлика от движението при механичните клавиши, плоските мембранни клавиатури не произвеждат забележима физическа обратна връзка. Поради това устройствата, които ги използват, издават звуков сигнал или мигат при натискане на клавиша. Те често се използват в среда, в която е желателна водонепроницаемост или водонепропускливост. Въпреки че са използвани в ранните дни на персоналния компютър (на Sinclair ZX80, ZX81 и Atari 400), те са изместени от по-тактилните куполни и механични клавиатури.
Мембранните клавиатури с пълен ход са най-често срещаните компютърни клавиатури днес. Те съдържат пластмасов превключвател от една част, който притиска мембраната, за да осъществи електрически контакт.

### С куполен превключвател
Клавиатурите с купол са хибрид от плоска мембрана и механичен превключвател. При натискането на клавиш се събират две различни печатни платки, монтирани под гумена или силиконова клавиатура. Използват се или метални, или полиуретанови куполни превключватели. Металните са от неръждаема стомана, които при натиск дават на потребителя ясна, тактилна обратна връзка. Тези са много разпространени, обикновено са надеждни до над 5 милиона цикъла и могат да бъдат покрити с никел, сребро или злато. Превключвателите с гумен купол, най-често наричани поликуполи, са оформени от полиуретан, като вътрешният балон е покрит с графит. Докато поликуполите обикновено са по-евтини от металните куполи, при тях липсва ясното щракване на металните куполи и обикновено имат по-ниска продължителност на живот. Поликуполите се считат за много тихи, но хлътването на гумения купол не осигурява толкова отчетлив отговор, колкото при металния. И при металните, и при гумените технологии, когато се натисне клавиш, куполът хлътва, свързва двете платки и затваря веригата за въвеждане на символа.
И двете са често срещани технологии за превключване, използвани в клавиатурите на масовия пазар днес. Този тип технология за превключване се използва най-често в ръчни контролери, мобилни телефони, автомобили, потребителска електроника и медицински устройства.

### С ножичен превключвател
Частен случай на куполния превключвател е ножичният превключвател. Клавишите са прикрепени към клавиатурата чрез две пластмасови части, които се зацепват по начин, подобен на ножица, захванати към клавиатурата и клавиша. Той използва гумени куполи, но специален пластмасов механизъм „ножица“ свързва капачката на клавиша с бутало, което натиска гумения купол, като това води до много по-къс ход. Обикновено клавиатурите с ножичен превключвател също използват трислойни мембрани като електрически компонент на превключвателя. Те също така обикновено имат по-къса обща височина на клавиша (2 mm вместо 3,5 – 4 mm за стандартните клавиши с купол). Този тип ключов превключвател често се среща на вградените клавиатури на лаптопи и клавиатури, продавани като „нископрофилни“. Тези клавиатури обикновено са тихи и клавишите изискват малък натиск.
Клавиатурите с ножичен превключвател обикновено са малко по-скъпи. Те са по-трудни за почистване (поради ограниченото движение на клавишите и множеството им точки за закрепване), но също така е по-малко вероятно в тях да попаднат отломки, тъй като пролуките между клавишите често са по-малки.

### Капацитивна
При този тип клавиатура натискането на клавиш променя капацитета на два D-образни кондензатора, отпечатани върху печатна платка (PCB), покрита с тънък слой лак, който действа като диелектрик. Механизмът на капацитивно превключване е физически прост: Подвижната част завършва с плосък елемент от пяна с размерите на таблетка аспирин, обвит с алуминиево фолио. Срещу превключвателя са разположени кондензаторите на печатната платка. Когато клавишът е натиснат, фолиото се прилепва плътно към повърхността на печатната платка, образувайки верига от двата кондензатора и по този начин „закъсява“ веригата с лесно откриваем спад на капацитивното реактивно съпротивление. Това позволява засичането на импулс или поредица импулси. Не е необходимо клавишите да се натискат докрай, за да бъдат задействани, което позволява на някои хора да пишат по-бързо. Има възможност потребителят да регулира момента на задействане (чувствителност на ключа). Тази настройка може да се извърши с помощта на пакетния софтуер и индивидуално за всеки ключ.

### С ефект на Хол
Клавиатурите с ефект на Хол използват магнити и сензори с ефект на Хол вместо превключватели с механични контакти. Когато е натиснат клавиш, той премества магнита, който се засича от електронен сензор. Тъй като за задействане не се изисква физически контакт, клавиатурите с ефект на Хол са изключително надеждни и могат да приемат милиони натискания на клавиши, преди да се повредят. Използват се за важни приложения като атомни електроцентрали, пилотски кабини и критични индустриални среди. Те могат лесно да бъдат направени напълно водоустойчиви и могат да издържат на големи количества прах и замърсители. Тъй като за всеки клавиш са необходими магнит и сензор, както и специализирана електроника за управление, производството им е скъпо.